# Isère (fiume)
L'Isère (IPA [i.zɛʁ] è un fiume della Francia sud-orientale, affluente di sinistra del Rodano.
Origina nelle Alpi Graie sul Colle dell'Iseran e misura 290 km.
Si unisce al Rodano a Valence.
In italiano era anche noto, fino al XIX secolo, come Isero o Isara.

## Geografia
Dal punto di vista orografico a partire dalla sua sorgente il fiume separa via via:
- le Alpi della Vanoise e del Grand Arc dalle Alpi della Grande Sassière e del Rutor nelle Alpi Graie;
- le Alpi della Vanoise e del Grand Arc dalle Alpi del Beaufortain sempre nelle Alpi Graie;
- le Alpi della Vanoise e del Grand Arc (nelle Alpi Graie) dalle Prealpi dei Bauges (nelle Prealpi di Savoia);
- la Catena di Belledonne (nelle Alpi del Delfinato) dalle Prealpi della Chartreuse (nelle Prealpi di Savoia);
- le Prealpi della Chartreuse (nelle Prealpi di Savoia) dalle Prealpi del Vercors (nelle Prealpi del Delfinato).

## Dipartimenti e città attraversate
Nell'ordine il fiume Isère attraversa i seguenti dipartimenti e le seguenti città:
- Savoia (73): Val-d'Isère, Bourg-Saint-Maurice, Aime, Moûtiers, Albertville, Montmélian
- Isère (38): Pontcharra, Grenoble
- Drôme (26): Romans-sur-Isère.

La parte alta della valle percorsa del fiume (fino ad Albertville) viene chiamata Tarantasia.

## Principali affluenti
I principali affluenti del fiume sono:
- l'Arly - affluente di destra
- l'Arc - affluente di sinistra - confluisce nell'Isère tra Albertville e Montmélian
- il Drac - affluente di sinistra
- il Bourne - affluente di sinistra

## Galleria d'immagini

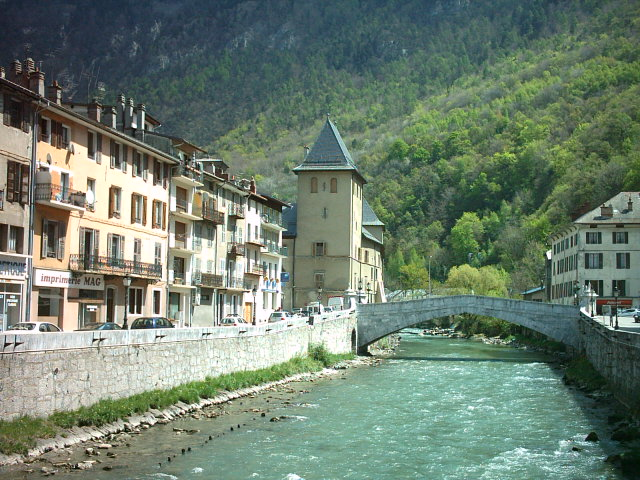
Moûtiers: l'Isère e la cattedrale
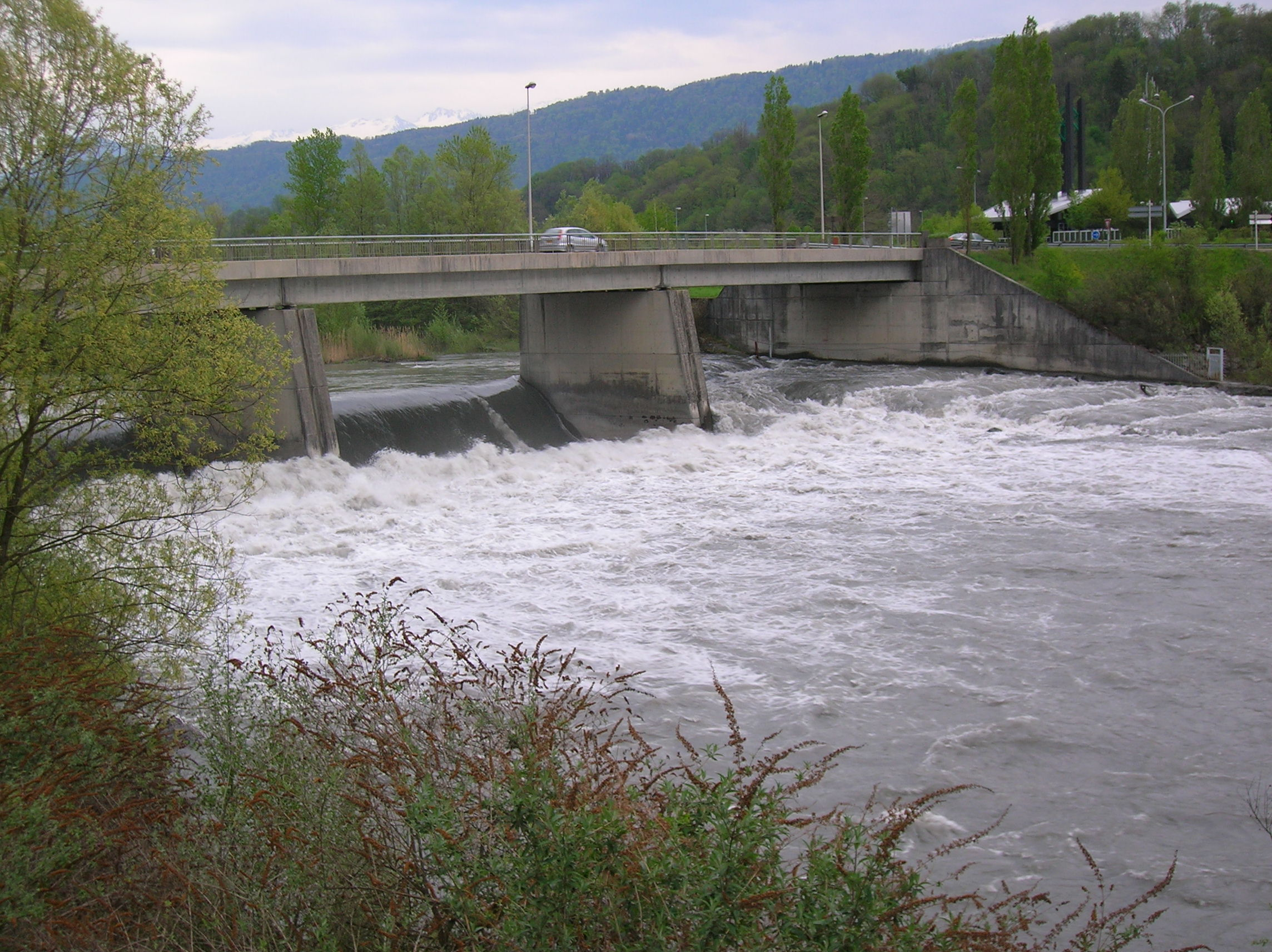
Il ponte sull'Isère a Montmélian
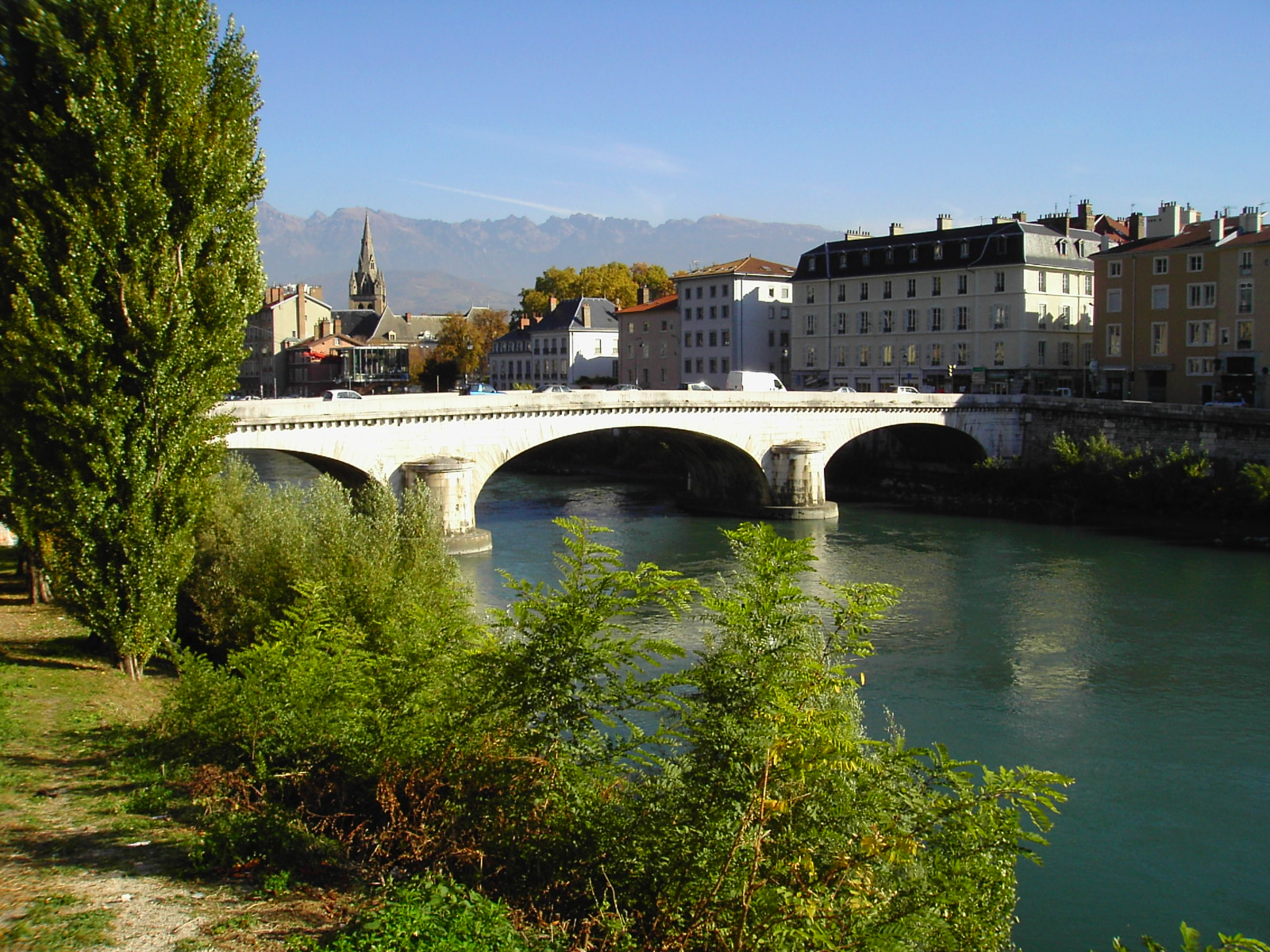
L'Isère esce da Grenoble
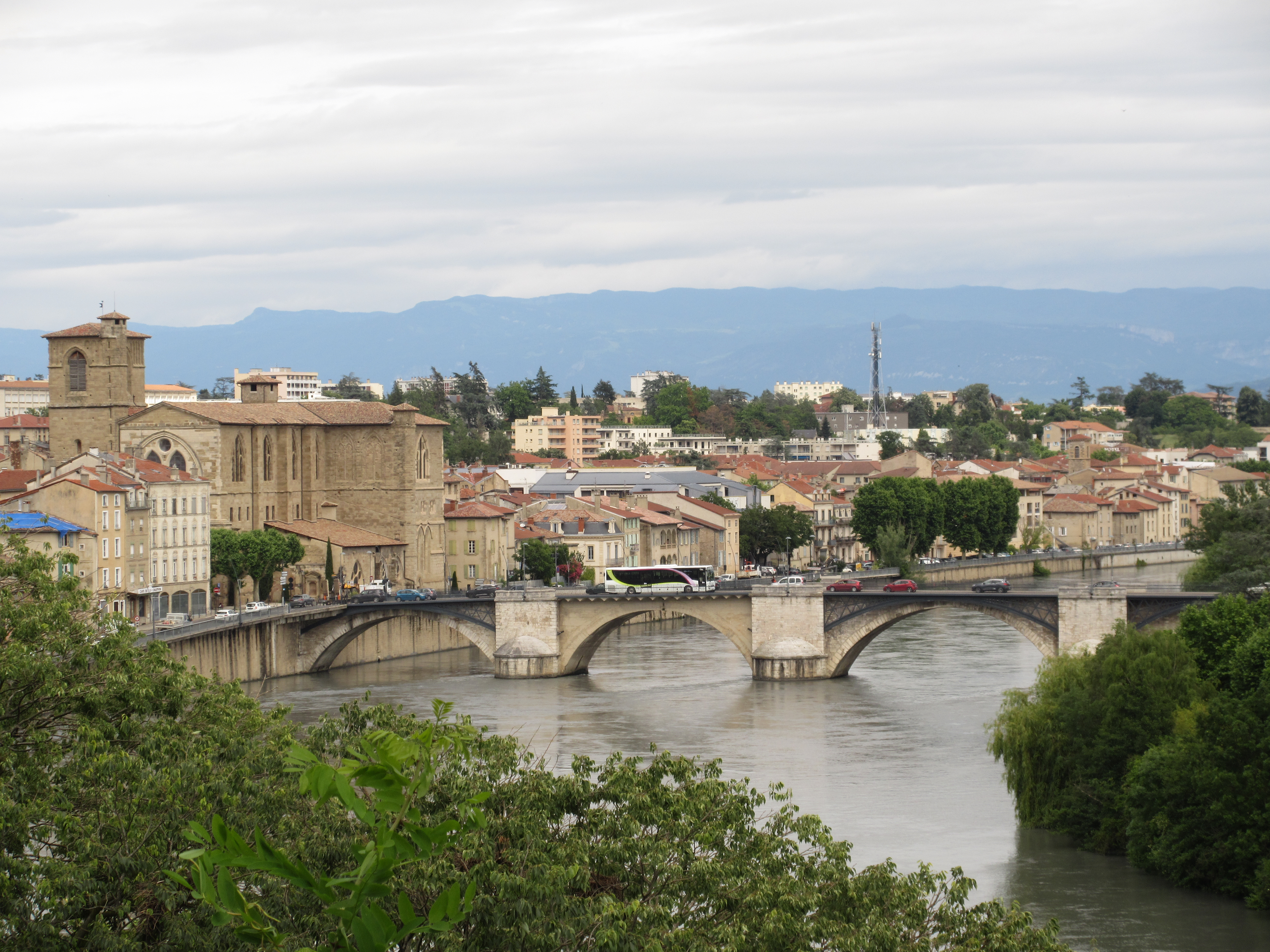
L'Isère a Romans